# Karangi, Srinivaspur
Karangi là một làng thuộc tehsil Srinivaspur, huyện Kolar, bang Karnataka, Ấn Độ.